# 모디인마카빔레우트

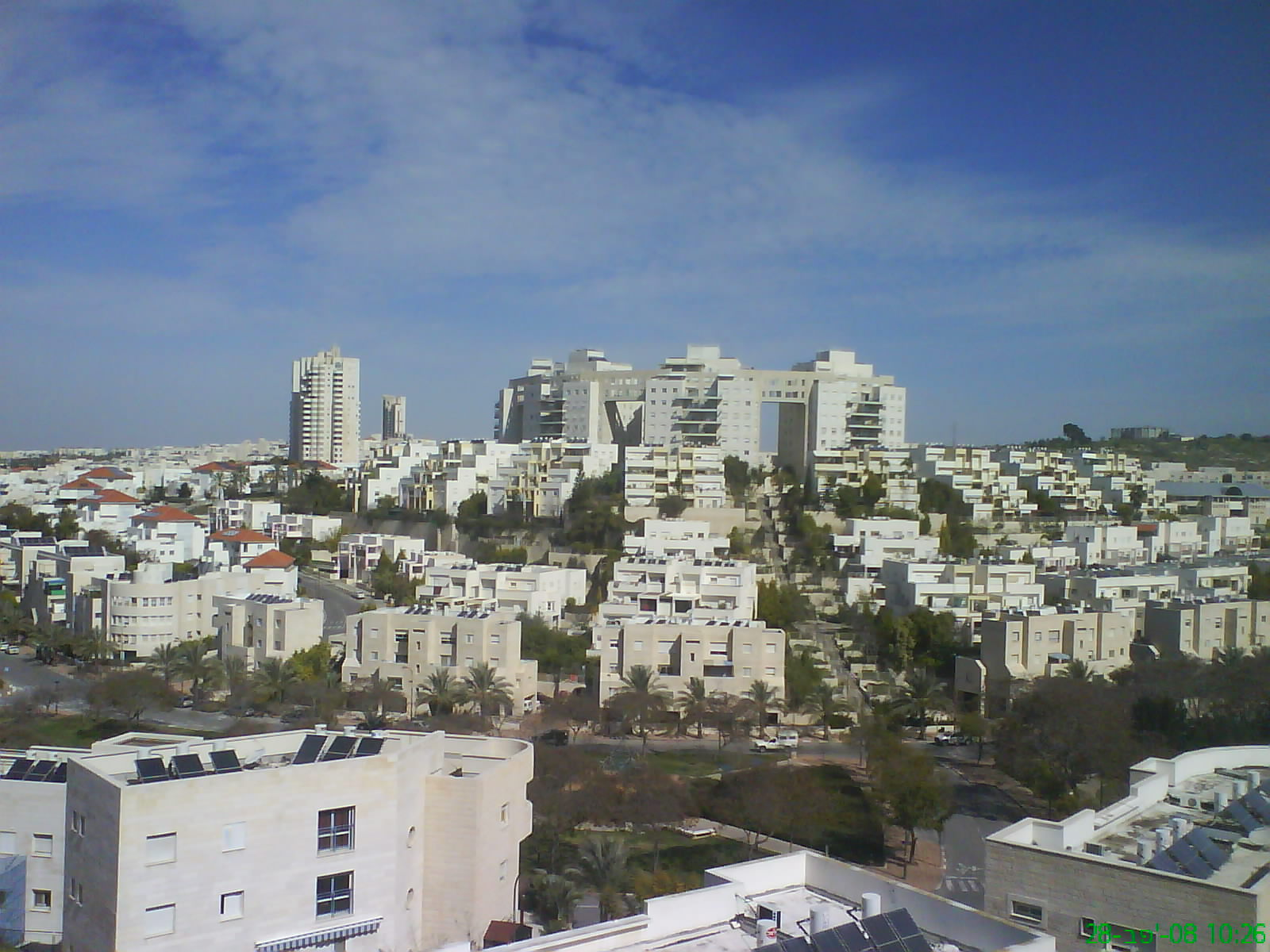
모디인마카빔레우트

모디인마카빔레우트(히브리어: מוֹדִיעִין-מַכַּבִּים-רֵעוּת, 아랍어: موديعين مكابيم ريعوت)는 이스라엘 중부 구에 위치한 도시로 면적은 50.176km2, 인구는 88,749명(2015년 기준)이다. 텔아비브에서 남동쪽으로 35km, 예루살렘에서 서쪽으로 30km 정도 떨어진 곳에 위치하며 이들 도시와는 고속도로로 연결되어 있다. 

시 문장

## 역사
고대에는 모디인(그리스어: Μωδεειμ) 이라는 이름으로 불렸다. 셀레우코스 제국의 그리스화 및 반유대주의 정책에 반발한 마카베오가 반란을 일으킨 곳으로 알려져 있으며, 반란은 성공해 유대인의 명절인 하누카로 기념하고 있다.
현대의 도시는 2003년 모디인(Modi'in, 1993년 설립), 마카빔(Maccabim, 1985년 설립), 레우트(Re'ut, 1987년 설립)가 하나로 통합되면서 신설되었다.

## 자매 도시
- 독일 하겐
- 보스니아 헤르체고비나 바냐루카
- 중화인민공화국 하이커우 시